# Reithrodontomys zacatecae
Reithrodontomys zacatecae är en däggdjursart som beskrevs av Clinton Hart Merriam 1901. Reithrodontomys zacatecae ingår i släktet skördemöss, och familjen hamsterartade gnagare. IUCN kategoriserar arten globalt som livskraftig. Inga underarter finns listade i Catalogue of Life.
Arten förekommer i nordvästra och västra Mexiko. Den lever i blandskogar. Individerna går främst på marken.
Denna gnagare blir med svans cirka 13 till 16 cm lång och svanslängden är cirka 7,5 cm. Vikten varierar mellan 9 och 13 g. Pälsen på ovansidan har en rödbrun färg. Den är mörkare och intensivare rödaktig än hos andra skördemöss i samma region. Reithrodontomys zacatecae har i varje käkhalva en framtand, ingen hörntand, ingen premolar och tre molarer.
Det är nästan inget känt om levnadssättet. I samma revir hittas ofta Neotoma mexicana.